# 阿部勝宝
阿部 勝宝（あべ かつよし/かつとみ）は、戦国時代から安土桃山時代にかけての武士。甲斐武田氏の家臣。近年の研究により、本来は安部宗貞であると言われており、名前は他に貞村、定村とも。

## 略歴
『甲陽軍鑑』によれば、武田信玄に仕えて使番12人衆となり。永禄5年（1562年）、永禄5年（1562年）に信玄四男・武田勝頼が信濃国高遠へ配置された際に付家臣となる。
『甲陽軍鑑』『甲乱記』によれば、天正10年（1582年）3月、織田信長による甲州征伐では最後まで勝頼に付き従い、天目山の戦いにおいて勝頼に殉じた。織田軍を迎え撃ち、討ち死にしたと伝わる。
墓所は山梨県甲斐市宇津谷の妙善寺。

## 登場作品
- 武田信玄（1988年、演：佐藤慶）